# Steilhangmoor im Untertal
Steilhangmoor im Untertal este o arie protejată (arie specială de conservare — SAC, sit de importanță comunitară — SCI) din Austria întinsă pe o suprafață de 14,23 ha, integral pe uscat.

## Localizare
Centrul sitului Steilhangmoor im Untertal este situat la coordonatele 47°21′18″N 13°42′12″E / 47.3549°N 13.7032°E.

## Înființare
Situl Steilhangmoor im Untertal a fost declarat sit de importanță comunitară în iulie 1998 pentru a proteja 1 specie de animale. Situl a fost protejat și ca arie specială de conservare în februarie 2006.

## Biodiversitate
Situată în ecoregiunea alpină, aria protejată conține 4 habitate naturale: Fânețe de joasă altitudine (Alopecurus pratensis, Sanguisorba officinalis), Turbării active, Păduri aluvionare cu Alnus glutinosa și Fraxinus excelsior (Alno-Padion, Alnion incanae, Salicion albae), Păduri acidofile de Picea de la nivel montan la nivel alpin (Vaccinio-Piceetea).
La baza desemnării sitului se află o specie protejată de  pești: zglăvoacă (Cottus gobio).
Pe lângă speciile protejate, pe teritoriul sitului au mai fost identificate 10 specii de plante, 1 specie de pești.